# Microtatorchis alata
Microtatorchis alata är en orkidéart som beskrevs av Henry Nicholas Ridley. Microtatorchis alata ingår i släktet Microtatorchis och familjen orkidéer. Inga underarter finns listade i Catalogue of Life.